# Liste der Monuments historiques in Marnay-sur-Seine
Die Liste der Monuments historiques in Marnay-sur-Seine führt die Monuments historiques in der französischen Gemeinde Marnay-sur-Seine auf.

## Liste der Immobilien
| Bezeichnung                    | Beschreibung           | Standort          | Kennzeichnung | Schutzstatus | Datum | Bild           |
| ------------------------------ | ---------------------- | ----------------- | ------------- | ------------ | ----- | -------------- |
| Kirche Assomption-de-la-Vierge | ab dem 11. Jahrhundert | Grande-Rue (Lage) | PA00078151    | Classé       | 1990  | weitere Bilder |

## Liste der Objekte
| Bezeichnung                                             | Beschreibung | Standort                                     | Kennzeichnung | Schutzstatus | Datum | Bild |
| ------------------------------------------------------- | --- | -------------------------------------------- | ------------- | ------------ | ----- | ---- |
| Hauptaltar                                              | Altartisch, Tabernakel und Retabel; Holz, farbig gefasst und vergoldet, 17. Jahrhundert; aus dem Kloster Le Paraclet in Ferreux-Quincey; zugehörig PM10001159, PM10001160, PM10003182 und PM10003183 | in der Kirche Assomption-de-la-Vierge (Lage) | PM10001158    | Classé       | 1980  |      |
| Skulptur Petrus                                         | Holz, übertüncht und vergoldet, 17. Jahrhundert | in der Kirche Assomption-de-la-Vierge (Lage) | PM10001159    | Classé       | 1980  |      |
| Skulptur Paulus                                         | Holz, übertüncht und vergoldet, 17. Jahrhundert | in der Kirche Assomption-de-la-Vierge (Lage) | PM10001160    | Classé       | 1980  |      |
| Gemälde Mariä Himmelfahrt                               | Ölfarbe auf Leinwand, 1854 | in der Kirche Assomption-de-la-Vierge (Lage) | PM10003182    | Classé       | 1980  |      |
| Gemälde Gottvater                                       | Ölfarbe auf Leinwand, 18. Jahrhundert; aus dem Kloster Le Paraclet in Ferreux-Quincey | in der Kirche Assomption-de-la-Vierge (Lage) | PM10003183    | Classé       | 1980  |      |
| Skulptur Madonna                                        | Holz, übertüncht und vergoldet, 19. Jahrhundert | in der Kirche Assomption-de-la-Vierge (Lage) | PM10004159    | Inscrit      | 1980  |      |
| Gemälde Der heilige Nikolaus und die drei Knaben        | Ölfarbe auf Leinwand, 17. Jahrhundert | in der Kirche Assomption-de-la-Vierge (Lage) | PM10004165    | Inscrit      | 1980  |      |
| Zwei Skulpturen von betenden Engeln                     | Holz, vergoldet, 18. Jahrhundert | in der Kirche Assomption-de-la-Vierge (Lage) | PM10004166    | Inscrit      | 1980  |      |
| Gemälde Maria Immaculata                                | Ölfarbe auf Leinwand, 1980 | in der Kirche Assomption-de-la-Vierge (Lage) | PM10004163    | Inscrit      | 1980  |      |
| Zwei Gemälde Szenen aus dem Leben des heiligen Nikolaus | Ölfarbe auf Holz, 16. Jahrhundert | in der Kirche Assomption-de-la-Vierge (Lage) | PM10001164    | Classé       | 1980  |      |
| Chorschranke                                            | Schmiedeeisen, 18. Jahrhundert; zugehörig PM10001161 | in der Kirche Assomption-de-la-Vierge (Lage) | PM10001162    | Classé       | 1980  |      |
| Kommuniontisch                                          | Schmiedeeisen, vergoldet, 18. Jahrhundert | in der Kirche Assomption-de-la-Vierge (Lage) | PM10001161    | Classé       | 1980  |      |
| Grabstein eines Händlers und seiner Frau                | Kalkstein, bezeichnet 1533 | in der Kirche Assomption-de-la-Vierge (Lage) | PM10001163    | Classé       | 1980  |      |
| Verkündigungsgruppe                                     | Holz, übertüncht und vergoldet, 18. Jahrhundert | in der Kirche Assomption-de-la-Vierge (Lage) | PM10004160    | Inscrit      | 1980  |      |
| Skulptur Heiliger Sebastian                             | Holz, farbig gefasst, 16. Jahrhundert | in der Kirche Assomption-de-la-Vierge (Lage) | PM10004161    | Inscrit      | 1980  |      |
| Kruzifix                                                | Holz, farbig gefasst, 18. Jahrhundert | in der Kirche Assomption-de-la-Vierge (Lage) | PM10004162    | Inscrit      | 1980  |      |
| Skulptur Madonna mit Kind                               | Holz, 18. Jahrhundert; Verbleib unbekannt | in der Kirche Assomption-de-la-Vierge (Lage) | PM10004164    | Inscrit      | 1980  |      |